# Eleccions legislatives senegaleses de 2017
El 30 de juliol de 2017 es van celebrar eleccions legislatives al Senegal, previstes inicialment per al 2 de juliol. La participació electoral va ser del 54%.
La coalició Units per l'Esperança, del president Macky Sall, va sortir vencedora i revalida la majoria absoluta d'escons que va obtenir en les últimes eleccions.